# Bayan Mandahu
Bayan Mandahu je geologické souvrství pozdně křídového stáří (věky santon až kampán, asi před 86 až 75 miliony let), nacházející se na území Vnitřního Mongolska (Čína). Je známé dobře zachovanými zkamenělinami svrchnokřídových obratlovců (zejména neptačích dinosaurů), většinou uchovaných v pískovcích. Mnozí z těchto tvorů zřejmě zahynuli při písečných bouřích nebo sesuvech dun.

## Zástupci fauny

### Krokodylomorfové
| Krokodylomorfové ze souvrství Bayan Mandahu | Krokodylomorfové ze souvrství Bayan Mandahu | Krokodylomorfové ze souvrství Bayan Mandahu | Krokodylomorfové ze souvrství Bayan Mandahu | Krokodylomorfové ze souvrství Bayan Mandahu | Krokodylomorfové ze souvrství Bayan Mandahu | Krokodylomorfové ze souvrství Bayan Mandahu |
| Rod                                         | Druh                                        | Místo                                       | Stratigrafická poloha                       | Výskyt                                      | Poznámky                                    |                                             |
| ------------------------------------------- | ------------------------------------------- | ------------------------------------------- | ------------------------------------------- | ------------------------------------------- | ------------------------------------------- | ------------------------------------------- |
| Shamosuchus                                 |                                             |                                             |                                             |                                             | Mezoeukrokodilian.                          |                                             |

### Ještěři
| Ještěři souvrství Bayan Mandahu | Ještěři souvrství Bayan Mandahu | Ještěři souvrství Bayan Mandahu | Ještěři souvrství Bayan Mandahu | Ještěři souvrství Bayan Mandahu | Ještěři souvrství Bayan Mandahu | Ještěři souvrství Bayan Mandahu |
| Rod                             | Druh                            | Místo                           | Stratigrafická poloha           | Výskyt                          | Poznámky                        |                                 |
| ------------------------------- | ------------------------------- | ------------------------------- | ------------------------------- | ------------------------------- | ------------------------------- | ------------------------------- |
| Adamisaurus                     | A. magnidentatus                |                                 |                                 |                                 | Agamid                          |                                 |
| Bainguis                        |                                 |                                 |                                 |                                 |                                 |                                 |
| Telmasaurus                     |                                 |                                 |                                 |                                 |                                 |                                 |

### Savci
| Savci souvrství Bayan Mandahu | Savci souvrství Bayan Mandahu | Savci souvrství Bayan Mandahu | Savci souvrství Bayan Mandahu | Savci souvrství Bayan Mandahu | Savci souvrství Bayan Mandahu                   | Savci souvrství Bayan Mandahu |
| Rod                           | Druh                          | Místo                         | Stratigrafická poloha         | Výskyt                        | Poznámky                                        |                               |
| ----------------------------- | ----------------------------- | ----------------------------- | ----------------------------- | ----------------------------- | ----------------------------------------------- | ----------------------------- |
| Kennalestes                   | K. gobiensis                  |                               |                               |                               | Placentál. Přítomný také v souvrství Djadochta. |                               |
| Kryptobaatar                  | K. mandahuensis               |                               |                               |                               | Multituberkulát.                                |                               |

### Ptakopánví dinosauři
| Ptakopánví dinosauři souvrství Bayan Mandahu | Ptakopánví dinosauři souvrství Bayan Mandahu | Ptakopánví dinosauři souvrství Bayan Mandahu | Ptakopánví dinosauři souvrství Bayan Mandahu | Ptakopánví dinosauři souvrství Bayan Mandahu | Ptakopánví dinosauři souvrství Bayan Mandahu | Ptakopánví dinosauři souvrství Bayan Mandahu |
| Rod                                          | Druh                                         | Místo                                        | Stratigrafická poloha                        | Výskyt                                       | Poznámky                                     |                                              |
| -------------------------------------------- | -------------------------------------------- | -------------------------------------------- | -------------------------------------------- | -------------------------------------------- | -------------------------------------------- | -------------------------------------------- |
|                                              |                                              |                                              |                                              |                                              |                                              |                                              |
| Magnirostris                                 | M. dodsoni                                   | - Bayan Mandahu                              |                                              | Ceratopsian.                                 |                                              |                                              |
| Pinacosaurus                                 | P. mephistocephalus                          | - Bayan Mandahu                              |                                              | Ankylosaurid.                                |                                              |                                              |
| Protoceratops                                | P. hellenikorhinus                           | - Bayan Mandahu                              |                                              | Ceratopsian.                                 |                                              |                                              |
| Udanoceratops                                | Nejasné postavení.                           | - Bayan Mandahu                              |                                              | Velký ceratopsian.                           |                                              |                                              |

### Plazopánví dinosauři
| Plazopánví diinosauři souvrství Bayan Mandahu | Plazopánví diinosauři souvrství Bayan Mandahu | Plazopánví diinosauři souvrství Bayan Mandahu | Plazopánví diinosauři souvrství Bayan Mandahu | Plazopánví diinosauři souvrství Bayan Mandahu                                      | Plazopánví diinosauři souvrství Bayan Mandahu | Plazopánví diinosauři souvrství Bayan Mandahu |
| Rod                                           | Druh                                          | Místo                                         | Stratigrafická poloha                         | Výskyt                                                                             | Poznámky                                      |                                               |
| --------------------------------------------- | --------------------------------------------- | --------------------------------------------- | --------------------------------------------- | ---------------------------------------------------------------------------------- | --------------------------------------------- | --------------------------------------------- |
| cf. Gobipteryx                                | Nejasné zařazení.                             |                                               |                                               | Vajíčka přisouditelná druhu Gobipteryx minuta byla objevena v souvrství Djadochta. |                                               |                                               |
| Linheraptor                                   | L. exquisitus                                 | - Bayan Mandahu                               |                                               | Dromeosaurid.                                                                      |                                               |                                               |
| Machairasaurus                                | M. leptonychus                                | - Bayan Mandahu                               |                                               | Oviraptorid.                                                                       |                                               |                                               |
| Oviraptoridae indet.                          | Nejisté zařazení.                             | - Bayan Mandahu                               |                                               | Oviraptorid.                                                                       |                                               |                                               |
| Sauropoda indet.                              | Nejisté zařazení.                             | - Bayan Mandahu                               |                                               | Sauropod.                                                                          |                                               |                                               |
| Papiliovenator                                | Nejisté zařazení.                             | - Bayan Mandahu                               |                                               | troodontid podobný druhu Saurornithoides mongoliensis ze souvrství Djadochta.      |                                               |                                               |
| Tyrannosauridae indet.                        | Nejisté zařazení.                             | - Bayan Mandahu                               |                                               | Tyranosaurid.                                                                      |                                               |                                               |
| Velociraptor                                  | V. mongoliensis                               |                                               |                                               | Špatně určen, přítomen pouze v souvrství Djadochta.                                |                                               |                                               |
| Velociraptor                                  | V. osmolskae                                  | - Bayan Mandahu                               |                                               | Dromeosaurid.                                                                      |                                               |                                               |

### Želvy
| Želvy ze souvrství Bayan Mandahu | Želvy ze souvrství Bayan Mandahu | Želvy ze souvrství Bayan Mandahu | Želvy ze souvrství Bayan Mandahu | Želvy ze souvrství Bayan Mandahu | Želvy ze souvrství Bayan Mandahu | Želvy ze souvrství Bayan Mandahu |
| Rod                              | Druh                             | Místo                            | Stratigrafická poloha            | Výskyt                           | Poznámky                         |                                  |
| -------------------------------- | -------------------------------- | -------------------------------- | -------------------------------- | -------------------------------- | -------------------------------- | -------------------------------- |
| Basilemys                        |                                  |                                  |                                  |                                  | Trionychoidní želva.             |                                  |